# 오승범
오승범(1981년 2월 26일 ~ )은 대한민국의 전 축구 선수이자 현 지도자이다.

## 클럽 경력

### 성남 일화 천마
1999년 천안 일화 천마에 입단하여 프로경력을 시작하였다.

### 광주 상무 불사조
2002년 시즌 중 군 복무를 위해서 광주 상무 불사조로 입대하였다.

### 성남 일화 천마
2004년 친정팀인 성남 일화 천마로 복귀하였다.

### 포항 스틸러스
2005년 포항 스틸러스로 이적하여 2007년까지 총 69경기에서 5골을 기록하였다.

### 제주 유나이티드 FC
2008년 자신의 고향을 연고지로 한 제주 유나이티드로 이적하여 2014년까지 197경기에서 3골 13어시스트를 기록하며 활약했다.

### 충주 험멜
2015 시즌 충주 험멜로 이적하였다.

### 강원 FC
2016년 1월 8일 강원 FC로 이적하였다. 2016년 6월 8일, 경남 FC전에서 K리그 통산 400경기 출장 기록을 세웠다.